# Eschborn

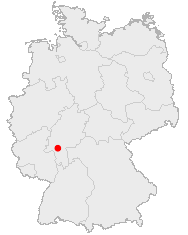
Mapa de ubicación de Eschborn.

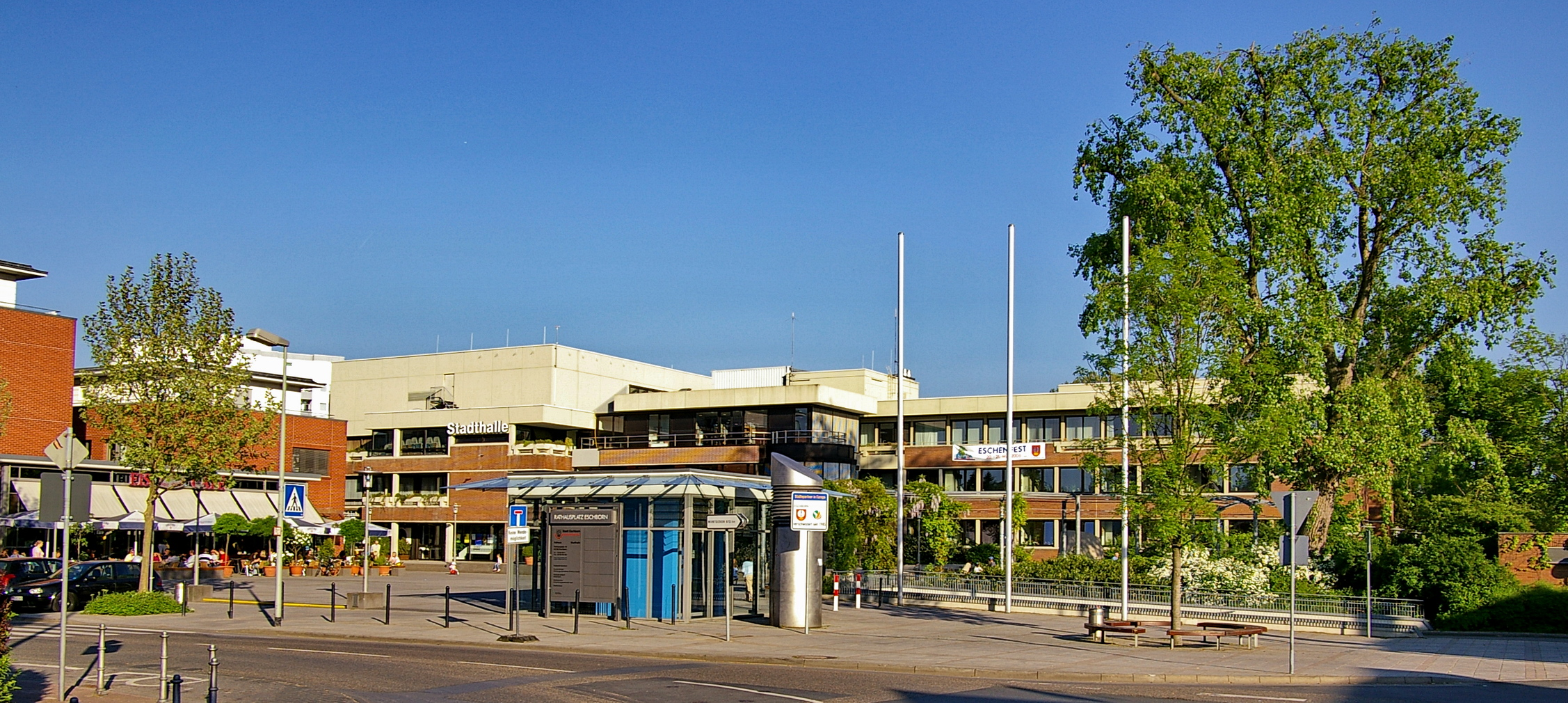
Eschborn

Eschborn (pronunciación en alemán: /ˈɛʃbɔʁn/ⓘ) es una ciudad en el distrito de Meno-Taunus, en el estado de Hesse, Alemania. En 2010, tenía una población de 20.811 habitantes. Está ubicada muy cerca de Fráncfort del Meno, pero no pertenece administrativamente a esta ciudad. 
Eschborn es la ciudad natal Roland Koch, quien se desempeñó entre 1999 y 2010 primer ministro del Estado de Hesse.
Está hermanada con Póvoa de Varzim (Portugal) y con Żabbar (Malta).